# Bandera de Kabardia-Balkaria
La bandera de Kabardia-Balkaria es uno de los símbolos oficiales del sujeto federal homónimo de la Federación Rusa. Fue aprobada por el Parlamento de la República el 21 de julio de 1994.
Su diseño consiste en un rectángulo con unas proporciones de 2:3 dividida en tres bandas horizontales de la misma altura en los colores azul, blanco y verde. En el centro hay un círculo en azul y verde separados por una montaña en un diseño estilizado. Cuando se creó, sus proporciones eran de 1:2, en la actualidad la relación de la altura de la bandera con su anchura es de 2:3.

## Simbolismo

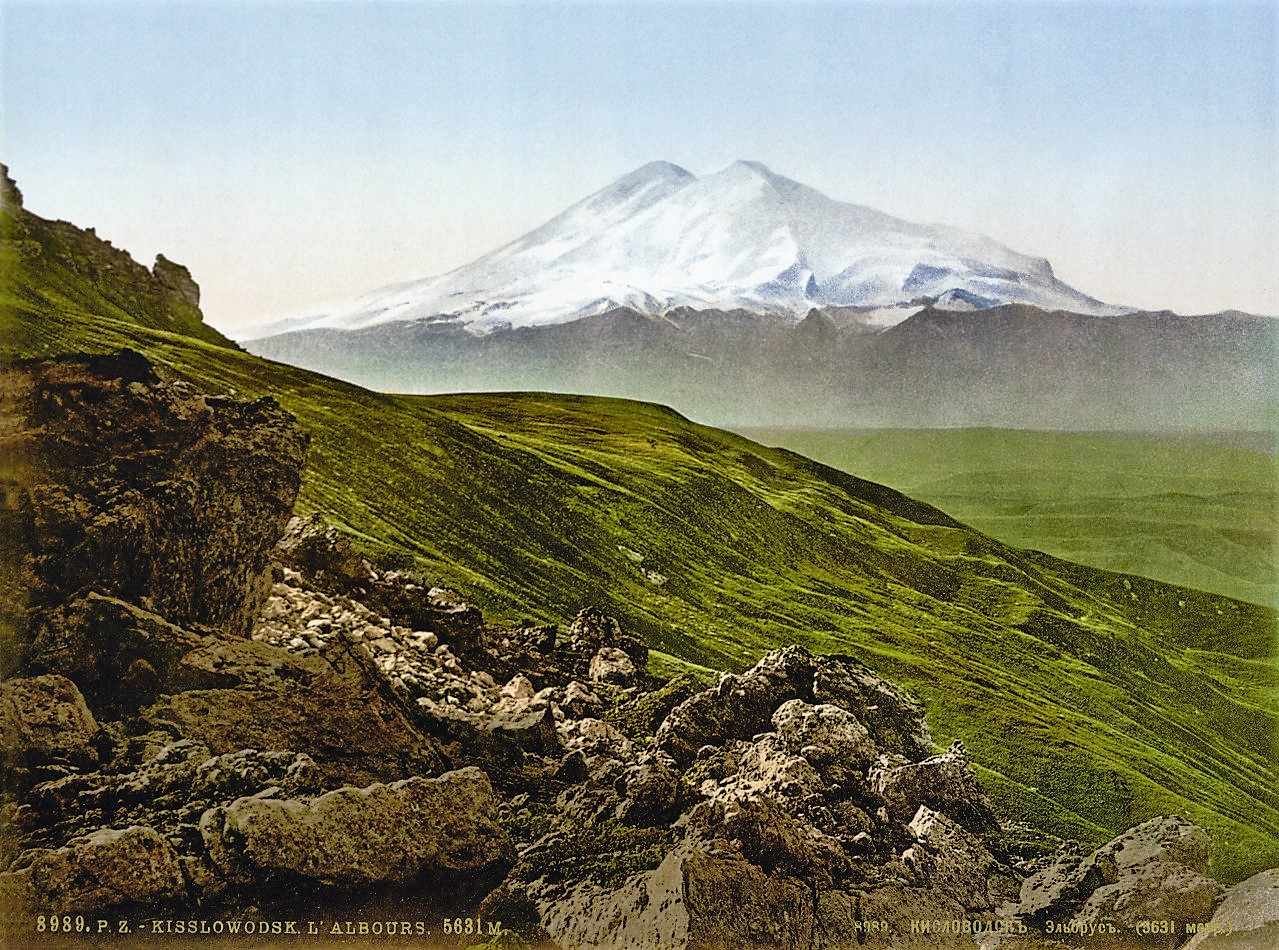
Monte Elbrus

Los colores de la bandera simbolizan:
- Azul: el cielo.
- Blanco: la nieve de los picos gemelos del monte Elbrús, el punto más alto de Europa, también representado como montaña estilizada en el centro del círculo.
- Verde: los campos.